# Sphyrotarsus hervibazini
Sphyrotarsus hervibazini är en tvåvingeart som beskrevs av Octave Parent 1914. Sphyrotarsus hervibazini ingår i släktet Sphyrotarsus och familjen styltflugor. Inga underarter finns listade i Catalogue of Life.